# Novhorod-Siverskij rajon
Novhorod-Siverskij rajon (ukrainsk: Новгород-Сіверський район, tr. Novhorod-Siverskij rajon) er en af 5 rajoner i Tjernihiv oblast i Ukraine, hvor Novhorod-Siverskij rajon er beliggende i den nordøstligste del af oblasten. Efter Ukraines administrative reform fra juli 2020 er den tidligere Novhorod-Siverskij rajon nu udvidet med byen af samme navn og andre nærtliggende rajoner, så det samlede befolkningstal for Novhorod-Siverskij rajon er nået op på 66.400.
Novhorod-Siverskij rajon er den af Ukraines rajoner, der når længst mod nord, hvor den grænser op til den russiske Brjansk oblast. Floden Desna løber gennem Novhorod-Siverskij rajon fra rajonens nordøstligste hjørne og mod syd til byen Novhorod-Siverskij, mens floden i rajonens sydlige ende har sydvestlig retning i dens løb mod byen Tjernihiv, som i fugleflugt ligger yderligere ca. 150 km mod vest.